# Institut de Notre Dame de Guadalupe pour les missions étrangères
L'institut de Notre Dame de Guadalupe pour les missions étrangères (en latin : Institutum a Sancta Maria de Guadalupe pro Exteris Missionibus) forment une société de vie apostolique missionnaire masculine de droit pontifical.

## Historique
L'institut est fondé par l'épiscopat mexicain en 1945 sur le modèle français de la Société des Missions étrangères de Paris; le 7 octobre 1949, le premier séminaire pour la formation du clergé missionnaire auprès de pays non-chrétiens est ouvert à Mexico.
La congrégation pour l'évangélisation des peuples approuve les constitutions religieuses de la société le 28 avril 1953 ; le premier recteur du séminaire et supérieur général de la compagnie est Alonso Manuel Escalante (1906-1967), déjà missionnaire en Chine et en Bolivie, et professeur au grand séminaire de Maryknoll. 

## Activités et diffusion
Le but des missionnaires de Guadalupe est l'évangélisation des peuples non chrétiens et la formation du clergé missionnaire. 
Ils sont présents en : 
- Amérique : Brésil, Cuba, États-Unis, Guatemala, Pérou.
- Afrique : Angola, Kenya, Mozambique.
- Asie : Corée du Sud, Hong Kong, Japon.

La maison-mère est à Mexico. 
Au 31 décembre 2005, la société comptait 65 maisons et 214 membres dont 164 prêtres.